# Scott Forbes
Scott Forbes (11 de septiembre de 1920 – 25 de febrero de 1997) fue un actor cinematográfico y televisivo, además de guionista, de nacionalidad británica.

## Primeros años
Su nombre completo era Conrad Scott-Forbes, y nació en High Wycombe, Inglaterra. Estudió en la Repton School, una escuela independiente cercana a Derby, y más adelante cursó estudios interdisciplinares de PPE (filosofía, política y economía) en el Balliol College de Oxford. Tras sus estudios, y antes de dedicarse a la interpretación, trabajó para el Ministerio de Defensa.

## Carrera como actor
En la década de 1940 Forbes utilizaba el nombre artístico de Julian Dallas, actuando en Night Boat to Dublin (1946), Mrs. Fitzherbert (1947), But Not in Vain (1948), This Was a Woman (1948) y The Reluctant Widow (1950). También actuó en el teatro como Julian Dallas, pasando un año en el Liverpool Old Vic, así como en Londres bajo la dirección de John Gielgud en The Cradle Song, entre otras obras.
Al no disponer de suficientes ofertas de trabajo británicas, decidió trasladarse a los Estados Unidos, donde rápidamente encontró trabajo cinematográfico. En un principio estuvo dedicado principalmente en papeles de acción en filmes de Warner Bros. como Rocky Mountain (1950) y Operation Pacific (1951). 
Sin embargo, en el medio televisivo obtuvo personajes de mayor entidad, como fue el de Maxim de Winter en una representación de "Rebeca" para el Broadway Television Theatre en 1952. También fue el Duque de Cornualles en una adaptación televisiva realizada en 1953 por Peter Brook de la obra El Rey Lear, con Orson Welles en el papel de Lear. Uno de sus papeles más conocidos fue el que hizo en The Deep Six (1953), un capítulo del show de la NBC Robert Montgomery Presents. Además, en la temporada 1955-1956 fue artista invitado en la serie western de la NBC Frontier.
Como actor teatral, Forbes actuó en dos obras dentro del circuito de Broadway, en ambas con Cedric Hardwicke, que dirigía una de ellas. Se trataba de Horses in Midstream, con cuatro representaciones en 1953, y The Burning Glass, que en 1954 llegó a ser representada en 28 ocasiones.
En 1956 Forbes protagonizó la serie televisiva The Adventures of Jim Bowie. Este show, de base histórica, fue un éxito inmediato entre el público joven, a pesar de que algunas críticas se quejaban de su excesiva violencia. Preparando su papel, Forbes perfeccionó un acento sureño con Jeanne Moody, antigua Miss Alabama, y con la cual se había casado en 1954. La serie catapultó a Forbes a la fama, aunque le dificultó la búsqueda de nuevos papeles.  
Tras finalizar Jim Bowie en 1958, Forbes volvió a Inglaterra, donde actuó con frecuencia como artista invitado en diversos dramas televisivos. En 1963 hizo el primer papel en el estreno, llevado a cabo en Londres, de la obra de Harold Pinter The Lover.

## Carrera como escritor
Pinter le estimuló para dedicarse a la escritura, y en 1964 se produjo "The Meter Man", obra escrita por Forbes, y de la cual se hizo una versión cinematográfica titulada "The Penthouse."
Forbes siguió activo como guionista y actor televisivo en la década de 1970, y en sus últimos años evitó la vida pública, dedicándose a escribir y a la música clásica. 
Scott Forbes falleció en 1997 en Swindon, Inglaterra. Tenía 76 años de edad.

## Filmografía seleccionada

### Actor
- Night Boat to Dublin (Persecución) (1946)
- Mrs. Fitzherbert (1947)
- But Not in Vain (1948)
- The Reluctant Widow (1950)
- Rocky Mountain (Cerco de fuego) (1950)
- Operation Pacific (La flota silenciosa) (1951)
- Charada (1953)
- Subterfuge (Subterfugio) (1968)

### Guionista
- Perfect Friday (1970)